# Sardiñeiro
Sardiñeiro oder San Xoán de Sardiñeiro ist ein Dorf und eine Parroquia in der Provinz A Coruña der Autonomen Gemeinschaft Galicien in Spanien. Es besteht aus acht Ortsteilen (Dörfern und Weilern) mit insgesamt 819 Einwohnern (2011) und ist administrativ von Fisterra abhängig.

## Dörfer und Weiler in der Parroquia
| Name                 | im Galicischen       | Einwohner 2011 | Koordinaten                 |
| -------------------- | -------------------- | -------------- | --------------------------- |
| Bujan                | Buxán                | 51             | 42° 56′ 25″ N, 9° 14′ 15″ W |
| Castreje             | Castrexe             | 30             |                             |
| Padris               |                      | 46             | 42° 58′ 14″ N, 9° 15′ 5″ W  |
| Rial                 |                      | 28             | 42° 57′ 6″ N, 9° 15′ 42″ W  |
| Sardiñeiro de Abajo  | Sardiñeiro de Abaixo | 525            | 42° 57′ 9″ N, 9° 14′ 30″ W  |
| Sardiñeiro de Arriba |                      | 65             |                             |
| Sixto                | O Sisto              | 28             | 42° 57′ 54″ N, 9° 14′ 58″ W |
| Suarriba             |                      | 46             | 42° 57′ 37″ N, 9° 15′ 12″ W |

Die Pfarrkirche (Iglesia Parroquial de San Juan) ist dem heiligen Johannes geweiht. Der einschiffige Bau aus dem 18. bis 20. Jh. weist barocke und klassizistische Stilmittel auf.
Nicht öffentlich zugänglich ist das in Bruch- und Hausteinmauerwerk erbaute Herrenhaus Pazo do Sardiñeiro im Zentrum des Ortes, das im Inneren mit Säulen geschmückt ist und einen Hórreo aus Granit beherbergt.